# Dayton (Ohio)
Dayton es una ciudad situada en el sudoeste de Ohio, en los Estados Unidos. Es la ciudad más grande y la sede del Condado de Montgomery. Según las estimaciones del censo de 2020, la población era de 137,644 habitantes, mientras que la de su área metropolitana era de 814.049 habitantes.
La ciudad es conocida por albergar los denominados Acuerdos de Dayton, por los cuales se puso fin a la guerra de los Balcanes. Es también el lugar de nacimiento de los Hermanos Wright, pioneros de la historia de la aviación.

## Historia

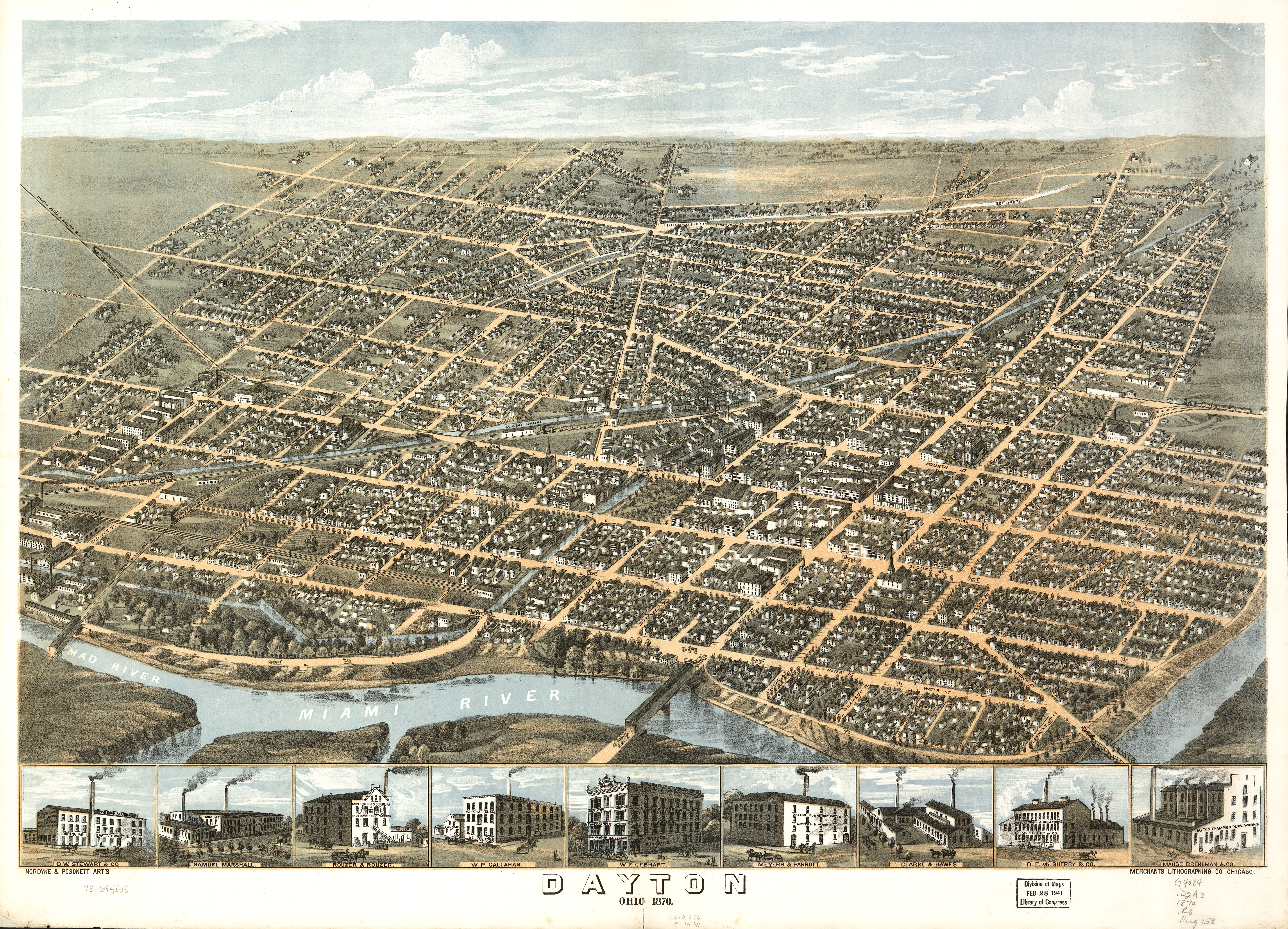
Dayton en 1870.

Dayton fue fundada el 1 de abril de 1796 por un pequeño grupo de colonos 7 años antes de la admisión de Ohio en la Unión, en 1803. La ciudad quedó constituida en 1805 y tomó el nombre de Jonathan Dayton, capitán en la guerra de Independencia y firmante de la Constitución de los Estados Unidos.
En 1797 se abrió la ruta del Mad River, la primera conexión entre Cincinnati y Dayton. En 1830 se construyó el canal Miami y Erie, conectando el comercio de Dayton proveniente del lago Erie a través del río Miami, y sirviendo como la principal ruta de transporte hasta el año 1850.
Las catastróficas inundaciones de Dayton en el año 1913 afectaron severamente a la ciudad, estimulando el crecimiento de áreas suburbanas, alejadas del centro y sobre todo del río Miami, cuyo desbordamiento causó el desastre. Estas crecidas ocasionaron también que en 1914 se creara una agencia para el control del río. Dentro de los daños ocasionados, resaltar que se perdieron varias placas fotográficas relativas a los vuelos de los hermanos Wright.

### Participación en la Segunda Guerra Mundial
Durante la Segunda Guerra Mundial Dayton, como otras muchas ciudades estadounidenses, se vio fuertemente involucrada en la misma. Un barrio residencial albergó el llamado Proyecto Dayton, que formaba parte del Proyecto Manhattan, y que desarrolló partes de la Fat Man, la bomba atómica que cayó sobre la ciudad japonesa de Nagasaki.
Dayton fue también la sede de la NCR Corporation, que fabricó motores de avión y máquinas para descifrar códigos, incluida la que ayudó a acabar con la máquina de cifrado Enigma.

### Acuerdos de paz de Dayton
Los Acuerdos de Dayton, un acuerdo de paz entre las partes en conflicto de la Guerra de los Balcanes, se negociaron en la base aérea Wright-Patterson, cercana a la ciudad de Dayton, el 1 de noviembre de 1995.

## Geografía y climatología

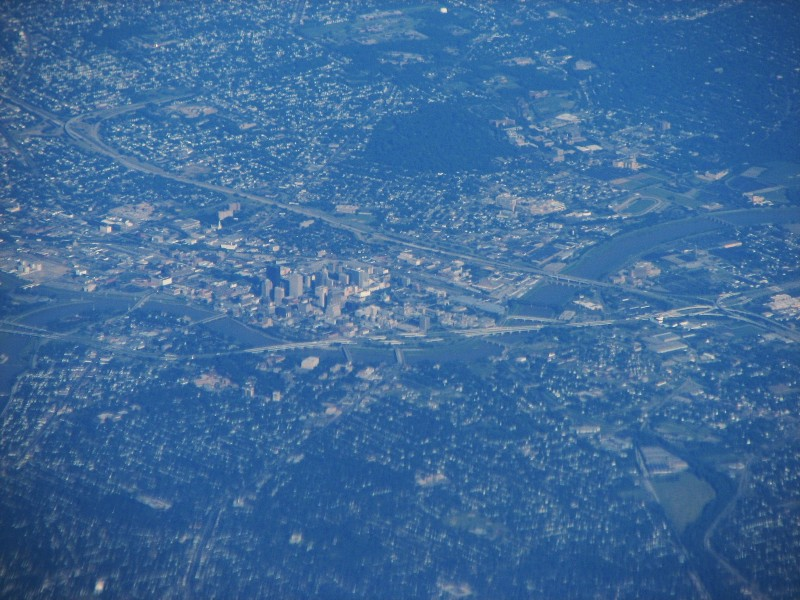
Vista aérea de Dayton.

Dayton está situada en las coordenadas 39°45′46″N 83°11′48″O / 39.76278, -83.19667. Se asienta en el valle del río Miami, al norte de Cincinnati, al sur de Toledo y al sudoeste de Columbus.
Según la Oficina del Censo de los Estados Unidos, la ciudad tiene un área total de 146,7 km², de los cuales 144,5 km² son de tierra y el resto, un 1,55%, de agua.
En cuanto a la climatología, la región está dominada por un clima húmedo continental, caracterizado por veranos cálidos e incluso bochornosos, e inviernos fríos y secos. La mayor temperatura registrada en la ciudad fue de 38,8 °C y la mínima de -31,6 °C. Se encuentra sujeta a fenómenos atmosféricos destructivos típicos del Medio Oeste de los Estados Unidos. Los tornados son frecuentes entre la primavera y el otoño. Inundaciones, ventiscas y severas tormentas también se dan con relativa frecuencia.

## Demografía

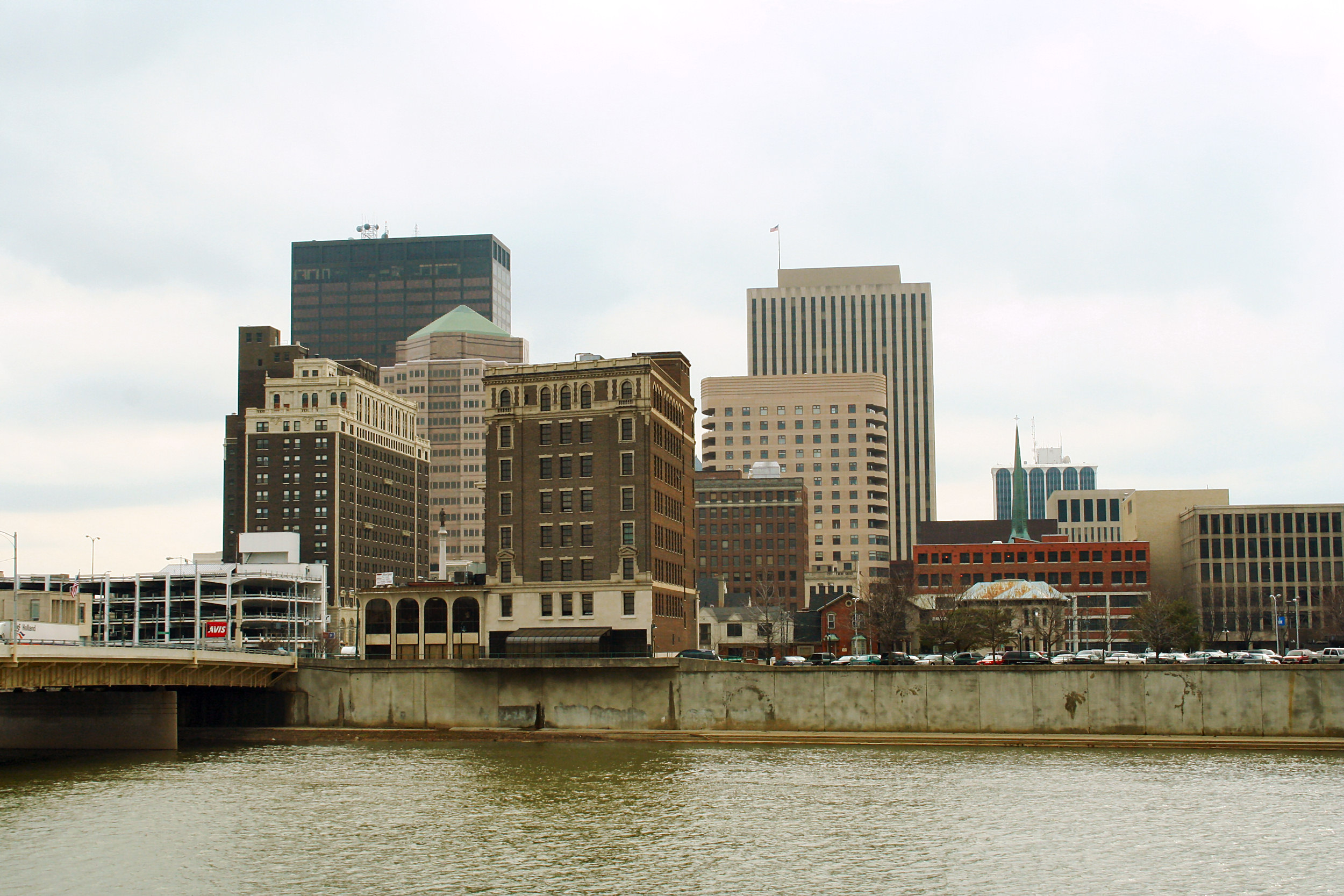
Skyline de Dayton.

Según el censo del año 2000, la ciudad tenía 166.179 habitantes, 67.409 viviendas y residían 37.614 familias en la ciudad. La densidad de población era de 1.150,3/km². La división racial de la ciudad era de un 57,4% de raza blanca, un 43,1% afroamericanos y el resto de diversas etnias.

### Distribución por edades y sexo
La distribución por edades de los habitantes era la siguiente: 
- menores de 18 años: 25,1%
- de 18 a 24 años: 14,2%
- de 25 a 44 años: 29,0%
- de 45 a 64 años: 19,6%
- mayores de 65 años: 12,0%

La media de edad era de 32 años. Por cada 100 mujeres había 93,1 hombres, mientras que de cada 100 mujeres mayores de 18 años, había 89,6 varones.

### Ingresos
La media de ingresos de un hogar de la ciudad era de 27.523 $, mientras que la media familiar era de 34.978 $. Los hombres tenían una media de ingresos de 30.816 $ contra 24.937 $ de las mujeres. La renta per cápita de la ciudad era de 15.547 dólares. Alrededor del 18,2% de las familias y el 23,0% de la población está por debajo del umbral de la pobreza, incluidos el 32,0% de los menores de 18 años y el 15,3% de los mayores de 65.

## Personajes famosos

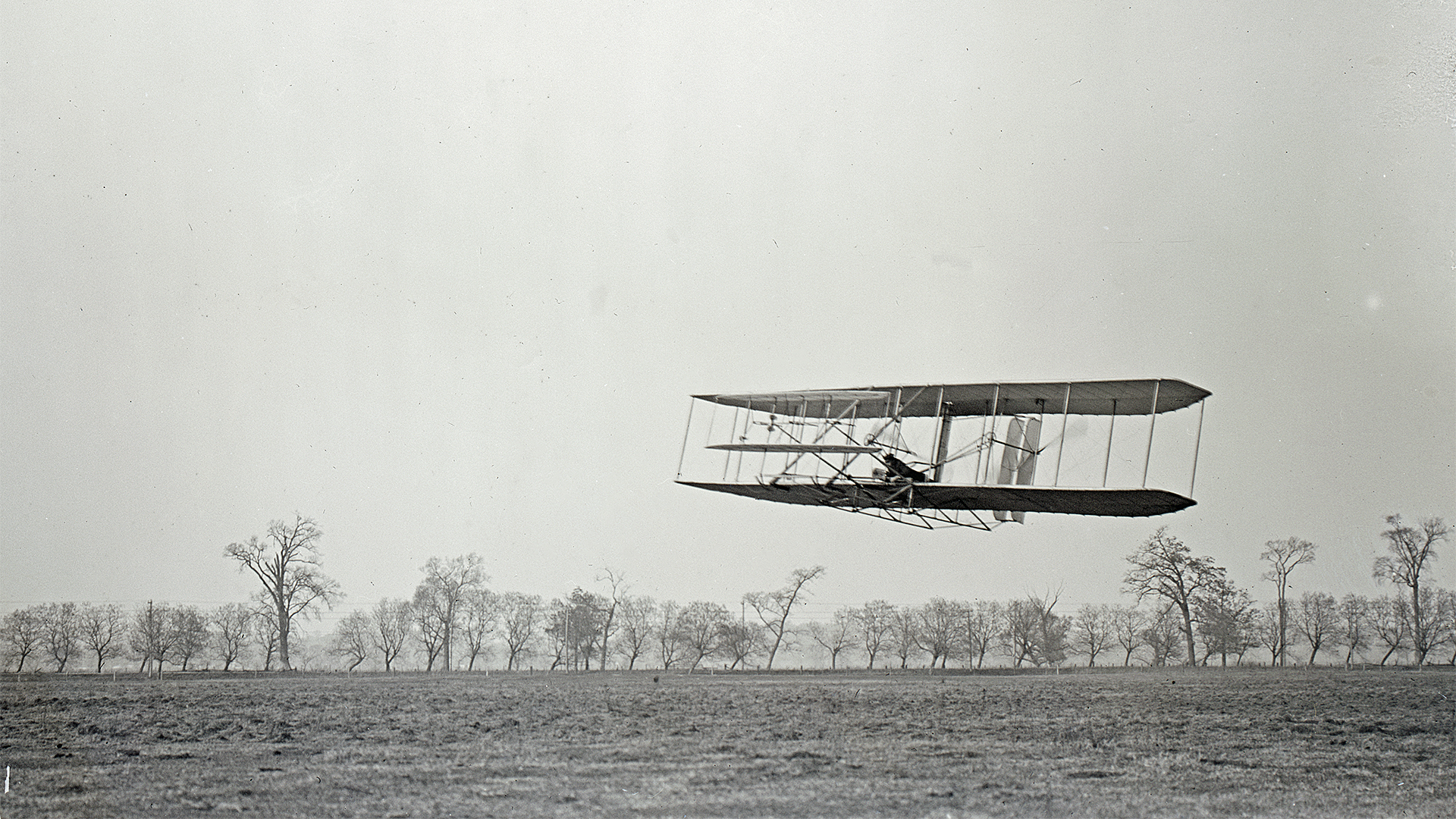
Vuelo de los Hermanos Wright sobre Huffman Prairie (16 de noviembre de 1904).

Entre los personajes populares nacidos en Dayton destacan:
- Nancy Cartwright, actriz (más famosa por dar voz a Bart Simpson en la versión original inglesa de la serie Los Simpson)
- Rob Lowe, actor
- Martin Sheen, actor
- Ron Harper, baloncestista de la NBA
- Edwin Moses, atleta
- Roger Clemens, jugador de béisbol de la MLB
- Hermanos Wright, inventores del aeroplano
- Robert Pollard, cantante y compositor líder de Guided by Voices
- Kim Deal, miembro de Pixies y The Breeders
- Hawthorne Heights, banda de pop-punk
- Chris Spradlin, luchador profesional conocido como Chris Hero
- Sherri Saum, actriz

## Ciudades hermanadas
- Augsburgo (Alemania)
- Jolón (Israel)
- Monrovia (Liberia)
- Oiso (Japón)
- Sarajevo (Bosnia)